# 远征 (歌手)
远征（1961年—）女，天津人，中华人民共和国歌手。后来成为基督徒，迁居美国。

## 生平
远征是天津人，自幼与祖父生活，毎天天刚亮，祖孙俩便拿起棍棒，来到离家不远的一条大河旁边，练习棍术，经过四年练习，远征跟祖父学得拳法、棍术。七岁时，远征在天津包头道小学学习。除了每天继续练习武术之外，她又迷上游泳。自从迷上游泳后，她专门和男同学比赛。很快，她成为校游泳队成员。
远征是个爱唱歌的学生。东方歌舞团的王昆到天津演出时，远征每天都去看。等到东方歌舞团在北京招生时，远征独自从天津赶到北京的考场。望着考场上的十余位老师，远征十分紧张，歌一句也唱不下来。远征十分懊恼。但王昆看出她的潜力，当场录取了她。由此她成为东方歌舞团成员。在她来该团不久，王昆便在节目单上原写着“表演者王昆”之处换上远征的名字，让她到人民大会堂给外国元首演出。王昆悉心指导远征在民歌上的唱法。远征崭露头角时，港台流行歌曲正初入中国内地，远征以为自己的演唱不如流行歌曲的唱法受欢迎，思想有些动摇。王昆劝导她要兼学中西，取长补短，创出自己的独特风格。由于唱法与王昆接近，远征被誉为“小王昆”。
在东方歌舞团，远征是知名的武术髙手和游泳健将，因此被称为“假小子”。1980年，远征应邀参加了《北京晚报》主办的新星音乐会。她逐渐成为东方歌舞团最受欢迎的民族歌唱家之一，是歌曲《在希望的田野上》首唱者。后来，她在国际声乐比赛中荣获第一名。
远征参加国际声乐比赛获第一名之后刚回国，她的老师便带她来到基督教教堂。此后，她每次去教堂，便感到生命更新了一次，就这样远征信了基督教。从1990年开始，远征除了曾在东方歌舞团演出之外，录制了许多福音赞美诗歌。她后来移民美国。
远征皈依基督教之初，尚未真正认识神。后来，远征的儿子生病，夜里经常哭，会害怕，这样持续了一个多月。几位医生都对此无能为力。远征的教友们便劝远征禁食祷告。当时，有位来自新加坡的姐妹带远征祷告，远征痛彻悔罪，开始读经、祷告，然后为儿子祷告。她问家人，如果祷告使她儿子的病好了，你们是否愿意也信耶稣？家人们都答应。于是远征在当晚为儿子祷告，儿子平静地度过该夜，自此儿子的病彻底痊愈。
远征还有一个女儿叫“玛利亚”。为了生育这个女儿，远征向神祷告了五年。在这五年中，远征将女儿的名字“玛利亚”都起好了，每天都为未来的“玛利亚”向主感恩。“玛利亚”后来成为非常爱主的孩子。
2010年4月15日，美国波特兰《侨报周末》正式创刊，并在波特兰市中心兰苏园举办招待会。旅居波特兰的远征以及中国驻旧金山总领事馆总领事高占生、俄勒冈州及波特兰市的官员和名流出席招待会，远征等人先后致词。

## 作品
音乐专辑
- 《蝴蝶泉边》，太平洋影音公司1981年出版
- 圣诗集《生命之光》